# فهرست آثار ملی شهرستان کازرون
فهرست آثار ملی شهرستان کازرون بخشی از آثار ملی استان فارس در ایران است.
آثار ثبت‌شده شهرستان در این فهرست شامل ۱۳۸ اثر است.

## فهرست
| کد ثبتی | نام                                   | شهر    | موقعیت جغرافیایی | طول و عرض جغرافیایی | سال ثبت    | قدمت                       | نگاره                               |
| ------- | ------------------------------------- | ------ | --- | ------------------- | ---------- | -------------------------- | ----------------------------------- |
|         | امامزاده شیخ عبدالله بلیانی           | کازرون | شهرستان کازرون، بخش مرکزی، دهستان بلیان، مرکز روستای بلیان                                                            |                     |            | قرن هفتم                   |                                     |
| ۲۴      | محل پایتخت قدیم شاپور (شهر بیشاپور)   | کازرون | شمال کازرون |                     | ۱۳۱۰/۰۶/۲۴ | ساسانی                     | محل پایتخت قدیم شاپور (شهر بیشاپور) |
| ۱۵۸     | حجاری‌ها                               | کازرون | تنگ چوگان (شاهپور قدیم)                                                                                               |                     | ۱۳۱۰/۱۰/۱۵ | ساسانی                     |                                     |
| ۱۵۹     | پیکره شاپور یکم                       | کازرون | بیشابور، غار شاپور |                     | ۱۳۱۰/۱۰/۱۵ | ساسانی                     |                                     |
| ۳۱۲     | آتشکده جره                            | کازرون | بخش حره و بالان، دهستان جره                                                                                           |                     | ۱۳۱۷/۰۸/۲۱ | ساسانی                     |                                     |
| ۳۳۱     | آتشکده                                | کازرون | روستای پل آبگینه |                     | ۱۳۱۸/۱۱/۲۰ | ساسانی                     |                                     |
| ۳۳۶     | کتیبه کرتیر در سرمشهد                 | کازرون | مجاور روستای سر مشهد                                                                                                  |                     | ۱۳۱۸/۱۱/۲۰ | ساسانی                     |                                     |
| ۱۳۶۶    | آثار باستانی قریه سید حسین            | کازرون | ۵/۱ کیلومتری مغرب نقوش برجسته تنگ چوگان                                                                               |                     | ۱۳۵۶/۰۱/۲۲ | ساسانی                     |                                     |
| ۱۵۰۹    | آرامگاه و خانقاه شیخ ابواسحق          | کازرون | |                     | ۱۳۵۶/۰۹/۲۶ | قاجاریه                    |                                     |
| ۱۵۹۸    | آرامگاه سید امین الدین                | کازرون | دامنه ارتفاعات شمالی کازرون                                                                                           |                     | ۱۳۵۷/۰۲/۱۱ | قرن ۷ ق                    |                                     |
| ۱۷۰۰    | بنای آرامگاه علامه دوانی              | کازرون | قریه دوان |                     | ۱۳۶۴/۱۱/۲۰ | قرن ۱۰ ق                   |                                     |
| ۲۴۱۱    | پل مشیر                               | کازرون | جاده شیرازبه بوشهربعدازروستای خان زنی                                                                                 |                     | ۱۳۷۸/۰۵/۰۴ | قاجاریه                    | پل مشیر                             |
| ۳۳۸۵    | تل رشتان                              | کازرون | |                     | ۱۳۷۹/۱۲/۲۵ |                            |                                     |
| ۴۵۳۹    | نقش‌برجسته تنگ قندیل                   | کازرون | شهرستان کازرون، شهر قائمیه، شمال داخل روستای تنک قندیل                                                                |                     | ۱۳۸۰/۱۰/۱۱ | ساسانی                     | نقش‌برجسته تنگ قندیل                 |
| ۶۰۹۰    | قلعه دختر                             | کازرون | فارس، شهرستان کازرون، میدان بسیج، انتهای خیابان کوهنورد                                                               |                     | ۱۳۸۱/۰۵/۰۸ | ساسانی                     |                                     |
| ۹۸۲۶    | غار چشمه ساسان                        | کازرون | شهرستان کازرون، بخش مرکزی، دهستان شاپور، روستای چوگان، دامنه شمالی کوه شاهپور                                         |                     | ۱۳۸۲/۰۶/۱۱ | نوسنگی                     |                                     |
| ۹۸۲۷    | غار تیکاب و پناهگاه‌های تیکاب          | کازرون | قسمت شرق شهرستان کازرون، تنگ تیکاب                                                                                    |                     | ۱۳۸۲/۰۶/۱۱ | پیش از تاریخ               |                                     |
| ۹۸۲۸    | غار بلیان                             | کازرون | ۱۲ کیلومتری جنوبشرقی شهرستان کازرون، ۵۰۰ متری شمال جاده آسفالته کازرون به بلیان، دامنه کوه تل گپ                      |                     | ۱۳۸۲/۰۶/۱۱ | پیش از تاریخ               |                                     |
| ۹۸۲۹    | غار بهمنیار                           | کازرون | شرق کازرون، کنار تنک تیکاب، قسمت جنوب تنگ بهمنیار                                                                     |                     | ۱۳۸۲/۰۶/۱۱ | پیش از تاریخ               |                                     |
| ۹۸۳۰    | غار پریشان ۱                          | کازرون | ۹ کیلومتری جنوبشرقی کازرون، در دامنه کوه فامور، دو کیلومتری شمال دریاچه پریشان و غرب چشمه آبگینه                      |                     | ۱۳۸۲/۰۶/۱۱ | پیش از تاریخ               |                                     |
| ۹۸۳۱    | قلعه پوسکان                           | کازرون | جنوب کازرون، بین روستای دادین سفلی و دهلی منطقه پلنگی                                                                 |                     | ۱۳۸۲/۰۶/۱۱ | ساسانی ـ قرون اولیه اسلامی |                                     |
| ۱۳۳۰۲   | غار مش رستمی ۲                        | کازرون | شمال شهر کازرون، سمت راست تنگ تیکاب، اولین تنگ                                                                        |                     | ۱۳۸۴/۰۵/۲۲ | پیش از تاریخ               |                                     |
| ۱۳۳۱۶   | غار مش رستمی۱                         | کازرون | کازرون، شمال شهر، سمت راست تنگ تیکاب، اولین تنگ                                                                       |                     | ۱۳۸۴/۰۵/۲۲ | پیش از تاریخ               |                                     |
| ۱۳۳۱۷   | غار گوسفند                            | کازرون | شهرستان کازرون، بخش مرکزی، کنار روستای عموئی، نرسیده به بیشاپور                                                       |                     | ۱۳۸۴/۰۵/۲۲ | پیش از تاریخ               |                                     |
| ۱۳۳۱۸   | غار مش رستمی ۳                        | کازرون | کازرون، شمال شهر، سمت راست تنگ تیکاب، اولین تنگ                                                                       |                     | ۱۳۸۴/۰۵/۲۲ | پیش از تاریخ               |                                     |
| ۱۳۳۱۹   | پناهگاه‌های صخره‌ای مش رستمی            | کازرون | کازرون، شمال شهر، سمت راست تنگ تیکاب، اولین تنگ                                                                       |                     | ۱۳۸۴/۰۵/۲۲ | پیش از تاریخ               |                                     |
| ۱۳۳۲۰   | پناهگاه‌های صخره‌ای بهمنیار             | کازرون | کازرون، شمال شهر، سمت راست تنگ تیکاب، دومین تنگ                                                                       |                     | ۱۳۸۴/۰۵/۲۲ | پیش از تاریخ               |                                     |
| ۱۳۳۲۱   | گورهای سنگی تنگ ناری                  | کازرون | شهرستان کازرون، ۲۵ کیلومتری شمال غربی جاده کازرون به قائمیه، کنار روستای عموئی، تنگ ناری                              |                     | ۱۳۸۴/۰۵/۲۲ | قرون اولیه اسلامی          |                                     |
| ۱۳۵۲۵   | مسجد حاج طالب                         | کازرون | کازرون، خ حضرتی، سمت باشگاه شهید بهنام                                                                                |                     | ۱۳۸۴/۰۷/۲۳ | قاجار                      |                                     |
| ۱۳۵۲۶   | امامزاده شیخ حاج محمد                 | کازرون | کازرون، فرهنگ شهر، انتهای خ بابونه، بقعه شیخ حاج محمد                                                                 |                     | ۱۳۸۴/۰۷/۲۳ | قرن ۱۰ هچری قمری           |                                     |
| ۱۳۵۲۷   | مسجدآقا مراد                          | کازرون | کازرون، خ قدمگاه، چهار راه قدمگاه (سه راه دانشکده سابق)، کوچه دبستان شهید جوانمردی                                    |                     | ۱۳۸۴/۰۷/۲۳ | قاجار                      |                                     |
| ۱۳۵۲۸   | امامزاده فتح ابوالفتح                 | کازرون | کازرون، روبروی دانشگاه آزاداسلامی واحد کازرون، امامزده فتح ابوالفتح                                                   |                     | ۱۳۸۴/۰۷/۲۳ | قاجار                      |                                     |
| ۱۳۵۳۰   | امامزاده میر عمادالدین                | کازرون | شهرستان کازرون، بخش مرکزی، روستای قلعه سید، امامزاده میر عمادالدین (میرمال)                                           |                     | ۱۳۸۴/۰۷/۲۳ | قاجار                      |                                     |
| ۱۳۵۳۱   | امامزاده شاهزاده محمد                 | کازرون | کازرون، خ دکتر شریعتی، نرسیده به میدان دکتر شریعتی، کوچه رهایی                                                        |                     | ۱۳۸۴/۰۷/۲۳ | قاجار                      |                                     |
| ۱۳۵۳۲   | امامزاده زند علی                      | کازرون | کازرون، خ امام رضا (ع)، به سمت خ شهید براتی، ضلع شمالی بقعه                                                           |                     | ۱۳۸۴/۰۷/۲۳ | قرن ۷و ۸ ه                 |                                     |
| ۱۳۵۳۳   | امامزاده اسماعیل                      | کازرون | کازرون، ضلع شمالی خ امام رضا (ع)، به سمت خ شهید براتی                                                                 |                     | ۱۳۸۴/۰۷/۲۳ | قرن ۹ ه                    |                                     |
| ۱۳۵۳۴   | مسجد جامع ومدرسه کازرون               | کازرون | کازرون، خ قدمگاه، کوچه حوزه علمیه و صالحیه کازرون                                                                     |                     | ۱۳۸۴/۰۷/۲۳ | قرن ۱۰ ه                   |                                     |
| ۱۳۵۳۵   | مسجد مقنی‌ها                           | کازرون | کازرون، خ سلمان فارسی، کوچه شهید طهماسبی                                                                              |                     | ۱۳۸۴/۰۷/۲۳ | اواخر قاجار                |                                     |
| ۱۳۵۳۶   | مسجد جامع شیخ                         | کازرون | کازرون، خ انقلاب شمالی، نرسیده به میدان امام رضا (ع)                                                                  |                     | ۱۳۸۴/۰۷/۲۳ | زندیه                      |                                     |
| ۱۳۵۳۷   | حمام گلشن (قلعه)                      | کازرون | کازرون، خ قدمگاه، چهار راه ارشاد، نبش خ شهید پهلوانی                                                                  |                     | ۱۳۸۴/۰۷/۲۳ | زندیه                      |                                     |
| ۱۳۵۳۸   | مجموعه تپه‌های آب خیرات                | کازرون | شهرستان کازرون، جاده کازرون به سمت پل آبگینه ۲۰ م سمت راست جاده نصیر آباد                                             |                     | ۱۳۸۴/۰۷/۲۳ | اسلامی _ قرن ۴ ه ق         |                                     |
| ۱۳۵۳۹   | محوطه کلگه دان                        | کازرون | شهرستان کازرون، بخش مرکزی، ۳۰۰ م بعد از روستای بلیان به طرف روستای ابوعلی                                             |                     | ۱۳۸۴/۰۷/۲۳ | اسلامی (قرن ۵ و ۶ ه ق)     |                                     |
| ۱۳۵۴۰   | امامزاده سید غیاث الدین               | کازرون | کازرون، خ قدمگاه، کوچه محمد ایزدی، پایین‌تر ازحمام گلشن                                                                |                     | ۱۳۸۴/۰۷/۲۳ | قاجار                      |                                     |
| ۱۳۵۴۱   | امامزاده سلطان پیر حسن                | کازرون | کازرون، خ قدمگاه، کوچه قنبری، جنب مسجد اولیا                                                                          |                     | ۱۳۸۴/۰۷/۲۳ | زندیه                      |                                     |
| ۱۳۵۴۲   | امازاده بی‌بی صلاح خاتون               | کازرون | کازرون، خ امام رضا (ع)، کوچه نوروزی،                                                                                  |                     | ۱۳۸۴/۰۷/۲۳ | زندیه                      |                                     |
| ۱۳۵۴۳   | امامزاده میر عبداله                   | کازرون | کازرون، میدان شهدا، کوچه میر عبداله                                                                                   |                     | ۱۳۸۴/۰۷/۲۳ | قرن ۶و ۷ ه ق               |                                     |
| ۱۳۵۴۴   | امامزاده زید بن علی                   | کازرون | کازرون، خ انقلاب شمالی، کوچه حکمت، جنب مدرسه راهنمایی                                                                 |                     | ۱۳۸۴/۰۷/۲۳ | زندیه                      |                                     |
| ۱۳۵۴۵   | محوطه خندق سرمشهد                     | کازرون | شهرستان کازرون، بخش بالاده، ۳۰۰ م جنوب جاده روستای سرمشهد، ۲۰۰ م جنوب شرق موتور خانه آب                               |                     | ۱۳۸۴/۰۷/۲۳ | ساسانی                     |                                     |
| ۱۳۵۴۶   | مجموعه تپه‌های غریب بابا               | کازرون | شهرستان کازرون، بخش مرکزی، روستای بلیان، به سمت نیروگاه برق، ۲۰ م از جاده نیروگاه                                     |                     | ۱۳۸۴/۰۷/۲۳ | قرن ۳و ۴ ه ق               |                                     |
| ۱۳۵۴۷   | تپه بالنگ                             | کازرون | شهرستان کازرون، بخش مرکزی، روستای بلیان، به سمت نیروگاه برق، فرعی اول سمت راست، کنارمرغداری                           |                     | ۱۳۸۴/۰۷/۲۳ | اواخر ساسانی               |                                     |
| ۱۳۵۴۸   | تپه برج                               | کازرون | شهرستان کازرون، جاده کازرون به دریاچه پریشان، جاده روستای نصیرآباد، فرعی اول، مقابل دامداری مختاری                    |                     | ۱۳۸۴/۰۷/۲۳ | اسلامی (قرن دو و۳ ه ق)     |                                     |
| ۱۳۵۴۹   | تپه نصیرآباد۱                         | کازرون | شهرستان کازرون، جاده کازرون به دریاچه پریشان، جاده روستای نصیرآباد، فرعی اول، ۴۰۰ م جنوب دامداری مختاری               |                     | ۱۳۸۴/۰۷/۲۳ | اواخر ساسانی               |                                     |
| ۱۳۶۴۲   | امام زاده فرزندزاده                   | کازرون | کازرون، میدان امام رضا (ع)، خ شهید پهلوانی، کوچه پهلوانی، میدان رحیمی                                                 |                     | ۱۳۸۴/۰۸/۱۵ | قاجاریه                    |                                     |
| ۱۳۷۵۳   | محوطه فتح ابو فتح                     | کازرون | شهرستان کازرون، کیلومتری ۵ جاده کازرون به شیراز، ۲۰ م شرق امامزاده فتح ابو فتح                                        |                     | ۱۳۸۴/۰۸/۲۵ | قرن ۹ و ۱۰ ه               |                                     |
| ۱۳۷۵۴   | محوطه نیروگاه برق                     | کازرون | شهرستان کازرون، روستای بلیان، جاده نیروگاه سیکل ترکیبی، ۱۰ م جاده خاکی پشت نیروگاه                                    |                     | ۱۳۸۴/۰۸/۲۵ | قرن ۹ و ۱۰ ه               |                                     |
| ۱۳۷۵۵   | تپه‌های A و B قریشی                    | کازرون | شهرستان کازرون، جاده کازرون به دریاچه پریشان، نرسیده به روستای حاجی‌آباد، روبروی دامداری افسایی                        |                     | ۱۳۸۴/۰۸/۲۵ | قرن ۹ و ۱۰ ه               |                                     |
| ۱۳۷۵۶   | تل چهار                               | کازرون | شهرستان کازرون، جاده کازرون به دریاچه پریشان، روستای حاجی‌آباد، پشت منزل جمال کشاورز                                   |                     | ۱۳۸۴/۰۸/۲۵ | قرن ۱۰ و ۱۱ ه              |                                     |
| ۱۳۷۵۷   | محوطه نصیرآباد                        | کازرون | شهرستان کازرون، جاده کازرون به دریاچه پریشان، ابتدای روستای نصیرآباد، فرعی اول سمت راست                               |                     | ۱۳۸۴/۰۸/۲۵ | قرن ۷ و ۸ ه                |                                     |
| ۱۳۷۵۸   | محوطه تیشه زن                         | کازرون | شهرستان کازرون، بخش مرکزی، روستای قلعه سید، ۵۰ م بعد از امامزاده سید میر عمادالدین                                    |                     | ۱۳۸۴/۰۸/۲۵ | قرن ۹ و ۱۰ ه               |                                     |
| ۱۳۷۵۹   | امامزاده سید حسن                      | کازرون | شهرستان کازرون، جاده کازرون به دریاچه پریشان، روستای نصیر آباد، روستای خشک آباد                                       |                     | ۱۳۸۴/۰۸/۲۵ | قاجاریه                    |                                     |
| ۱۳۷۶۰   | امامزاده خواجه پیری                   | کازرون | شهرستان کازرون، بخش مرکزی، روستای کاسکان                                                                              |                     | ۱۳۸۴/۰۸/۲۵ | قاجاریه                    |                                     |
| ۱۳۷۶۱   | امامزاده سیدسبز                       | کازرون | شهرستان کازرون، بخش مرکزی، جاده کازرون به دریاچه پریشان، روستای نصیرآباد                                              |                     | ۱۳۸۴/۰۸/۲۵ | قاجاریه                    |                                     |
| ۱۳۷۶۲   | قلعه چهار برج سعدآباد                 | کازرون | شهرستان کازرون، دهستان شاهپور، روستای جهان‌آباد                                                                        |                     | ۱۳۸۴/۰۸/۲۵ | قرن ۷ و ۸ ه                |                                     |
| ۱۳۷۶۳   | مسجد میر غلام علی                     | کازرون | کازرون، خ توحید، کوچه کنار مسجد سید ابراهیم، مسجد میر غلام علی                                                        |                     | ۱۳۸۴/۰۸/۲۵ | قاجاریه                    |                                     |
| ۱۳۷۶۴   | تپه بیمارستان ولیعصر                  | کازرون | کازرون، خ باهنر، ضلع شمالی بیمارستان ولیعصر، ابتدای جاده خاکی به سمت پارک طالقانی                                     |                     | ۱۳۸۴/۰۸/۲۵ | قرن ۵و ۶ ه                 |                                     |
| ۱۳۷۶۵   | محوطه گود باقله                       | کازرون | شهرستان کازرون، بخش مرکزی، روستای قلعه سید، ۵۰۰ م بعد از امام زاده میر عماد الدین                                     |                     | ۱۳۸۴/۰۸/۲۵ | قرن یک و دو ه              |                                     |
| ۱۳۷۶۶   | تپه تل مر                             | کازرون | شهرستان کازرون، بخش مرکزی، ابتدای روستای کاسکان                                                                       |                     | ۱۳۸۴/۰۸/۲۵ | قرن ۹ و ۱۰ ه               |                                     |
| ۱۳۷۶۷   | تپه گورستان قهرمانلو                  | کازرون | شهرستان کازرون، جاده کازرون به دریاچه پریشان، روستای خشک آباد                                                         |                     | ۱۳۸۴/۰۸/۲۵ | قرن ۹ و ۱۰ ه               |                                     |
| ۱۳۷۶۸   | تپه‌های A و B کلگدون ابوعلی            | کازرون | شهرستان کازرون، جاده کازرون به فراشبند، ۳۰۰ م بعد از جاده نیروگاه، روستای ابوعلی                                      |                     | ۱۳۸۴/۰۸/۲۵ | قرن ۵ و۶ ه ق               |                                     |
| ۱۳۷۶۹   | تپه‌های A, B زیرکان                    | کازرون | شهرستان کازرون، جاده کازرون به دریاچه پریشان، ابتدای روستای نصیر آباد، فرعی اول، سمت راست                             |                     | ۱۳۸۴/۰۸/۲۵ | قرن ۵ و۶ ه                 |                                     |
| ۱۳۷۷۰   | تل کابلی ۱                            | کازرون | شهرستان کازرون، جاده کازرون به دریاچه پریشان، روستای خشک آباد، ۵۰۰ م جاده روبروی امامزاده                             |                     | ۱۳۸۴/۰۸/۲۵ | قرن ۹و ۱۰ ه                |                                     |
| ۱۳۷۷۱   | تپه تدو                               | کازرون | شهرستان کازرون، کیلومتری ۳ جاده کازرون به فراشبند، جاده آسفالته روستای مشتان، سمت راست کنار اولین دامداری             |                     | ۱۳۸۴/۰۸/۲۵ | قرن ۵ و ۶ ه                |                                     |
| ۱۳۷۷۲   | امام زاده سید میر عطا                 | کازرون | شهرستان کازرون، بخش مرکزی، روستای قلعه سید                                                                            |                     | ۱۳۸۴/۰۸/۲۵ | قاجاریه                    |                                     |
| ۱۳۷۷۳   | امامزاده سید شجاع الدین               | کازرون | شهرستان کازرون، بخش مرکزی، ورودی روستای کاسکان                                                                        |                     | ۱۳۸۴/۰۸/۲۵ | قاجاریه                    |                                     |
| ۱۴۵۰۰   | محوطه سرمشهد                          | کازرون | شهرستان کازرون، بخش جره و بالاده، دهستان دارین، حاشیه روستای قزل بگلو                                                 |                     | ۱۳۸۴/۱۲/۱۶ | ساسانی ـ اسلامی            |                                     |
| ۱۴۷۲۶   | تل قلعه سیف‌آباد                       | کازرون | شهرستان کازرون، بخش مرکزی، دهستان بلیان، یک کیلومتری شمال غرب روستای سیف آباد                                         |                     | ۱۳۸۴/۱۲/۱۶ | ساسانی                     |                                     |
| ۱۴۷۳۵   | آرامگاه بی سات وقت                    | کازرون | شهرستان کازرون، بخش مرکزی، غرب روستای دریس، منطقه میان ده                                                             |                     | ۱۳۸۴/۱۲/۱۶ | قرن هشتم هجری              |                                     |
| ۱۴۷۶۵   | خانه رستمی                            | کازرون | شهرکازرون، خ حضرتی، ک مسجد حاج طالب                                                                                   |                     | ۱۳۸۴/۱۲/۱۶ | پهلوی                      |                                     |
| ۱۴۷۶۶   | خانه توتونچی                          | کازرون | شهرکازرون، بین چهار راه مخابرات و چهار راه حضرتی، خ ابواسحاق، ک شهید پورباقر                                          |                     | ۱۳۸۴/۱۲/۱۶ | پهلوی                      |                                     |
| ۱۴۷۶۷   | خانه اولیاء                           | کازرون | شهرکازرون، شهدا، خ ابوذر، ک اولیاء، پ ۵                                                                               |                     | ۱۳۸۴/۱۲/۱۶ | قاجاریه                    |                                     |
| ۱۴۷۶۸   | تپه جعفری                             | کازرون | شهرستان کازرون، بخش مرکزی، دهستان بلیان، دو کیلومتری شمال غرب روستای سیف آباد                                         |                     | ۱۳۸۴/۱۲/۱۶ | ساسانی                     |                                     |
| ۱۴۷۷۲   | کتیبه بالاده                          | کازرون | شهربالاده، ۵ک م شمال شهر                                                                                              |                     | ۱۳۸۴/۱۲/۱۶ | اواخر ساسانی               |                                     |
| ۱۴۷۷۹   | آرامگاه جابر انصاری                   | کازرون | شهرستان کازرون، بخش مرکزی، دهستان دریس، شمال روستای دریس                                                              |                     | ۱۳۸۴/۱۲/۱۶ | قرن هشتم ه ق               |                                     |
| ۱۵۳۱۸   | آب‌انبار ده کهنه کمارج                 | کازرون | شهرستان کازرون، بخش خشت و کنار تخته، شرق روستای کمارج ده کهنه                                                         |                     | ۱۳۸۴/۱۲/۲۴ | صفوی                       |                                     |
| ۱۵۳۱۹   | تپه فتح‌آباد (دهداران)                 | کازرون | شهرستان کازرون، بخش مرکزی، دهستان شاپور، روستای فتح آباد، کیلومتری ۷ جاده قائمیه، بوشهر                               |                     | ۱۳۸۴/۱۲/۲۴ | هزاره پنجم ق‌م ـ تاریخی     |                                     |
| ۱۵۳۲۰   | برج کمارج                             | کازرون | شهرستان کازرون، بخش خشت و کنار تخته، سمت راست جاده کازرون بوشهر، روستای کمارج مرکزی                                   |                     | ۱۳۸۴/۱۲/۲۴ | صفویه                      |                                     |
| ۱۵۳۲۱   | تل خندق                               | کازرون | شهرستان کازرون، بخش مرکزی، بعد ازروستای سیف آباد، سمت راست جاده کازرون، فراشبند                                       |                     | ۱۳۸۴/۱۲/۲۴ | ۴–۵ ه. ق                   |                                     |
| ۱۵۳۲۲   | تپه مسجد رستم سلطان                   | کازرون | شهرستان کازرون، خشت وکنار تخته، نرسیده به خ چهار برج، قدمگاه چهارده معصوم، جنب بنای چهارده معصوم                      |                     | ۱۳۸۴/۱۲/۲۴ | زندیه                      |                                     |
| ۱۵۳۲۷   | برج کمارج مرکزی                       | کازرون | شهرستان کازرون، بخش خشت و کنار تخته، سمت جنوبی روستای کمارج مرکزی، سمت راست جاده کازرون به بوشهر                      |                     | ۱۳۸۴/۱۲/۲۴ | صفوی                       |                                     |
| ۱۵۳۳۳   | امامزاده شیخ حدین                     | کازرون | شهرستان کازرون، بخش خشت و کنار تخته، ست راست جاده کازرون به بوشهر، نرسیده به روستای کمارج مرکزی                       |                     | ۱۳۸۴/۱۲/۲۴ | قاجاریه                    |                                     |
| ۱۵۳۳۷   | تپه گبرا                              | کازرون | شهر کازرون، روبه روی خوابگاه دانشگاه آزاد اسلامی، پشت میدان میوه و تره بار امام حسین، به فاصله ۲۰۰ م از سمت راست جاده |                     | ۱۳۸۴/۱۲/۲۴ | ۴ و ۵ ه. ق                 |                                     |
| ۱۵۳۳۸   | تپه شی بنو ۲                          | کازرون | شهرستان کازرون، بخش خشت و کنارتخته، روستای کمارج، سمت راست جاده کازرون به بوشهر                                       |                     | ۱۳۸۴/۱۲/۲۴ | قرن ۹ و ۱۰ ه. ق            |                                     |
| ۱۵۳۳۹   | تپه چاه معلم (مسلم)                   | کازرون | شهرستان کازرون، بخش خشت و کنارتخته، سرراه ماضی آباد، روستای امامزاده علی                                              |                     | ۱۳۸۴/۱۲/۲۴ | قاجار                      |                                     |
| ۱۵۳۴۰   | امامزاده محمد حنفی                    | کازرون | شهرستان کازرون، بخش خشت و کنار تخته، روستای ده کهنه کمارج                                                             |                     | ۱۳۸۴/۱۲/۲۴ | قاجاریه                    |                                     |
| ۱۵۳۴۱   | کاروان‌سرای شاه عباسی                  | کازرون | شهرستان کازرون، بخش خشت و کنار تخته، سمت راست جاده کازرون به بوشهر                                                    |                     | ۱۳۸۴/۱۲/۲۴ | صفوی                       |                                     |
| ۱۵۳۴۶   | امامزاده تعلو                         | کازرون | شهرستان کازرون، بخش خشت و کنار تخته، سمت راست جاده روستای کمارج مرکزی                                                 |                     | ۱۳۸۴/۱۲/۲۴ | قاجاریه                    |                                     |
| ۱۵۳۵۱   | قدمگاه چهارده معصوم                   | کازرون | شهرستان کازرون، بخش خشت و کنار تخته، روستای خشت، نرسیده به خ چهار برج، قدمگاه چهارده معصوم، جنب مسجد سلطان            |                     | ۱۳۸۴/۱۲/۲۴ | زندیه                      |                                     |
| ۱۵۳۵۴   | کاروان‌سرای ده کهنه                    | کازرون | شهرستان کازرون، بخش خشت و کنار تخته، جاده کازرون به بوشهر، روستای کمارج ده کهنه                                       |                     | ۱۳۸۴/۱۲/۲۴ | صفویه                      |                                     |
| ۱۵۵۰۰   | آسیاب علی‌آباد دو تو                   | کازرون | شهرستان کازرون، بخش مرکزی، روستای علی‌آباد دوتو                                                                        |                     | ۱۳۸۵/۰۳/۱۷ | قاجار                      |                                     |
| ۱۵۵۱۴   | بقایای قلعه دختر آب خیرات             | کازرون | شهر کازرون، جاده کازرون به دریاچه پریشان، روبروی جاده نصیرآباد، منطقه آب خیرات قلعه دختر، واقع در کوه محمود بیگی      |                     | ۱۳۸۵/۰۳/۱۷ | اسلامی (قرن دو تا ۳ ه. ق)  |                                     |
| ۱۵۵۲۷   | تپه قلعه دختر                         | کازرون | شهرستان کازرون، بخش مرکزی، ابتدای روستای نصیرآباد، فرعی اول سمت راست                                                  |                     | ۱۳۸۵/۰۳/۱۷ | قرن ۷ و ۸ ه ق              |                                     |
| ۱۵۵۳۶   | تپه‌های الف و ب و ج و د کلگدون مهرنجان | کازرون | شهرستان کازرون، بخش مرکزی، روستای مهرنجان، زمین‌های موسوم به حسین ابراهیمی (طلا)                                       |                     | ۱۳۸۵/۰۳/۱۷ | قرن ۶ و ۷ ه. ق             |                                     |
| ۱۵۵۳۷   | بازار شاه حمزه                        | کازرون | شهر کازرون، میدان شهدا، خ ابوذر، بازار شاه حمزه                                                                       |                     | ۱۳۸۵/۰۳/۱۷ | صفویه                      |                                     |
| ۱۵۵۴۴   | تپه آبسالان                           | کازرون | شهرستان کازرون، بخش مرکزی، ۱۰۰ م غرب روستای قلعه سید                                                                  |                     | ۱۳۸۵/۰۳/۱۷ | قرن ۶ و ۷ ه. ق             |                                     |
| ۱۵۶۱۳   | بازار برادران                         | کازرون | شهر کازرون، میدان شهدا، خیابان ابوذر                                                                                  |                     | ۱۳۸۵/۰۳/۱۷ | قاجار                      |                                     |
| ۱۵۶۱۴   | بازار ابا فتح                         | کازرون | شهر کازرون، میدان شهدا، خیابان ابوذر، بازار ابا فتح                                                                   |                     | ۱۳۸۵/۰۳/۱۷ | قاجار                      |                                     |
| ۱۵۷۸۰   | تل میر                                | کازرون | شهرستان کازرون، بخش خشت و کنار تخته، شمال شرق روستای کمارج                                                            |                     | ۱۳۸۵/۰۵/۰۸ | ۱۰ و ۹ ه. ق                |                                     |
| ۱۵۹۹۳   | تپه سید جعفر                          | کازرون | شهرستان کازرون، بخش خشت و کمارچ، دهستان خشت، شرق روستای چغاسایی                                                       |                     | ۱۳۸۵/۰۵/۲۴ | قرن ۱۰ تا ۱۱ ه. ق          |                                     |
| ۱۶۱۱۷   | قبرستان خواجه پیرک                    | کازرون | شهرستان کازرون، بخش مرکزی، دهستان دریس، روستای دوان                                                                   |                     | ۱۳۸۵/۰۶/۲۰ | قاجاریه                    |                                     |
| ۱۶۱۴۳   | قبرستان شاه سلیمان                    | کازرون | شهرستان کازرون، بخش مرکزی، دهستان دریس، روستای دوان                                                                   |                     | ۱۳۸۵/۰۶/۲۰ | قاجاریه                    |                                     |
| ۱۶۱۴۴   | قبرستان خواجه‌ها                       | کازرون | شهرستان کازرون، بخش مرکزی، دهستان دریس، روستای دوان                                                                   |                     | ۱۳۸۵/۰۶/۲۰ | قاجاریه                    |                                     |
| ۱۶۱۴۵   | تل قلعه بنه                           | کازرون | شهرستان کازرون، بخش مرکزی، دهستان دریس، غرب روستای بنه                                                                |                     | ۱۳۸۵/۰۶/۲۰ | ساسانی                     |                                     |
| ۱۶۱۴۶   | حمام دوان                             | کازرون | شهرستان کازرون، بخش مرکزی، دهستان دریس، روستای دوان                                                                   |                     | ۱۳۸۵/۰۶/۲۰ | قاجاریه                    |                                     |
| ۱۶۱۸۸   | تپه شی بنو۱                           | کازرون | شهرستان کازرون، بخش خشت و کمارج، دهستان کمارج، بعد از روستای کمارج، سمت چپ جاده کازرون به بوشهر                       |                     | ۱۳۸۵/۰۶/۲۰ | قرن ۱۰–۹ ق                 |                                     |
| ۱۷۲۴۰   | گورستان شاهزاده محمد                  | کازرون | شهرستان کازرون، بخش جره بالا ده، روستای قلعه فرنگی                                                                    |                     | ۱۳۸۵/۱۱/۲۳ | قاجاریه                    |                                     |
| ۱۷۲۴۶   | تل پنج محل                            | کازرون | شهرستان کازرون، بخش مرکزی، دهستان شاپور، روستای پنج محل                                                               |                     | ۱۳۸۵/۱۱/۲۳ | قرون متأخر اسلامی          |                                     |
| ۱۷۲۷۲   | محوطه امامزاده ابوالفتح               | کازرون | شهرستان کازرون، بخش مرکزی، دهستان بلیان، روستای ولید آباد                                                             |                     | ۱۳۸۵/۱۱/۲۳ | قاجاریه                    |                                     |
| ۱۹۳۱۶   | نقش‌برجسته پل آبگینه                   | کازرون | شهرستان کازرون، بخش مرکزی، دهستان بلیان، روستای پل آبگینه، کنار جاده آسفالته، انتهای دماغه کوه                        |                     | ۱۳۸۶/۰۵/۰۱ | قاجاریه                    |                                     |
| ۲۰۷۸۴   | قبرستان رییسی‌ها                       | کازرون | شهرستان کازرون، بخش کوهمره، دهستان کوهمره، شرق روستای دوسیران                                                         |                     | ۱۳۸۶/۱۱/۳۰ | صفویه ـ قاجاریه            |                                     |
| ۲۰۷۸۵   | مسجد امام حسین                        | کازرون | شهرستان کازرون، بخش خشت و کمارج، دهستان کمارج، شمال روستای بناف                                                       |                     | ۱۳۸۶/۱۱/۳۰ | قاجاریه                    |                                     |
| ۲۰۷۸۶   | آب‌انبار روستای دوسیران                | کازرون | شهرستان کازرون، بخش کوهمره، دهستان کوهمره، مرکز روستای دوسیران                                                        |                     | ۱۳۸۶/۱۱/۳۰ | قاجاریه                    |                                     |
| ۲۰۷۸۷   | عمارت چهار صفه ابوالحسن بازدار        | کازرون | شهرستان کازرون، بخش کوهمره، دهستان کوهمره، شمال شرق روستای دوسیران                                                    |                     | ۱۳۸۶/۱۱/۳۰ | ایلخانیان                  |                                     |
| ۲۰۷۸۸   | گورستان پای تپه (پای امامزاده)        | کازرون | شهرستان کازرون، بخش کوهمره، دهستان کوهمره، قسمت جنوب شرق روستای دوسیران                                               |                     | ۱۳۸۶/۱۱/۳۰ | قاجاریه                    |                                     |
| ۲۰۷۸۹   | جاده کتل (پیرزن)                      | کازرون | شهرستان کازرون، بخش کوهمره، دهستان کوهمره، ۵ کیلومتری غرب روستای عبدوی                                                |                     | ۱۳۸۶/۱۱/۳۰ | ساسانی                     |                                     |
| ۲۰۷۹۰   | گورستان طایفه ملاها                   | کازرون | شهرستان کازرون، بخش کوهمره، دهستان کوهمره، شمال غرب روستای نودان                                                      |                     | ۱۳۸۶/۱۱/۳۰ | قاجاریه                    |                                     |
| ۲۰۸۰۰   | آرامگاه زید نودان                     | کازرون | شهرستان کازرون، بخش کوهمره، دهستان کوهمره، جنوب شرق روستای نودان                                                      |                     | ۱۳۸۶/۱۱/۳۰ | قاجاریه                    |                                     |
| ۲۰۸۴۳   | گورستان طایفه خان آقا                 | کازرون | شهرستان کازرون، بخش کوهمره، دهستان کوهمره، شمال شرق روستای نودان                                                      |                     | ۱۳۸۶/۱۱/۳۰ | قاجاریه                    |                                     |
| ۲۰۸۴۴   | آرامگاه شیخ انصاری                    | کازرون | شهرستان کازرون، بخش کوهمره، دهستان کوهمره، ۸ کیلومتری غرب روستای عبدویی                                               |                     | ۱۳۸۶/۱۱/۳۰ | قاجاریه                    |                                     |
| ۲۰۹۳۱   | گورستان روستای عبدویی                 | کازرون | شهرستان کازرون، بخش کوهمره، دهستان کوهمره، جنوب غربی روستای عبدویی                                                    |                     | ۱۳۸۶/۱۱/۳۰ | صفویه ـ قاجاریه            |                                     |
| ۲۰۹۳۲   | گورستان طایفه امیرها                  | کازرون | شهرستان کازرون، بخش کوهمره، دهستان کوهمره، قسمت شمال غرب روستای نودان                                                 |                     | ۱۳۸۶/۱۱/۳۰ | قاجاریه                    |                                     |
| ۲۰۹۳۳   | عمارت چهار صفه غلامحسین نادری         | کازرون | شهرستان کازرون، بخش کوهمره، دهستان کوهمره، شمال روستای دوسیران                                                        |                     | ۱۳۸۶/۱۱/۳۰ | ایلخانی                    |                                     |
| ۲۰۹۳۴   | عمارت چهار صفه محمدی                  | کازرون | شهرسان کازرون، بخش کوهمره، دهستان کوهمره، جنوب غرب روستای دوسیران                                                     |                     | ۱۳۸۶/۱۱/۳۰ | ایلخانی                    |                                     |
| ۲۰۹۳۵   | عمارت چهار صفه کهیار دشتی             | کازرون | شهرستان کازرون، بخش کوهمره، دهستان کوهمره، قسمت شرق روستای دوسیران                                                    |                     | ۱۳۸۶/۱۱/۳۰ | ایلخانی                    |                                     |
| ۲۰۹۳۶   | عمارت چهار صفه گودرزنادری             | کازرون | شهرستان کازرون، بخش کوهمره، دهستان کوهمره، شرق روستای دوسیران                                                         |                     | ۱۳۸۶/۱۱/۳۰ | ایلخانی                    |                                     |
| ۲۰۹۴۰   | گورستان روستای بناف                   | کازرون | شهرستان کازرون، بخش خشت و کمارج، دهستان کمارج، شمال روستای بناف                                                       |                     | ۱۳۸۶/۱۱/۳۰ | قاجاریه                    |                                     |
| ۲۰۹۴۱   | گورستان شحنه و ملاها                  | کازرون | شهرستان کازرون، بخش کوهمره، دهستان کوهمره، شمال روستای دوسیران                                                        |                     | ۱۳۸۶/۱۱/۳۰ | قاجاریه                    |                                     |
| ۲۰۹۶۱   | عمارت چهار صفه رییسی                  | کازرون | شهرستان کازرون، بخش کوهمره، دهستان کوهمره، قست غرب روستای دوسیران                                                     |                     | ۱۳۸۶/۱۱/۳۰ | ایلخانیان                  |                                     |
| ۲۳۹۰۲   | عمارت چهارصفه عبدالسلام نادری         | کازرون | فارس، شهرستان کازرون، بخش کوهمره، دهستان کوهمره، قسمت شرق روستای دوسیران                                              |                     | ۱۳۸۷/۰۹/۱۸ | ایلخانی                    |                                     |